# Jeanne Collier
Jeanne Ellen Collier, född 15 maj 1946 i Indianapolis i Indiana, är en amerikansk före detta simhoppare.
Collier blev olympisk silvermedaljör i svikthopp vid sommarspelen 1964 i Tokyo.